# David Clayton-Thomas
 (décembre 2019).
Si vous disposez d'ouvrages ou d'articles de référence ou si vous connaissez des sites web de qualité traitant du thème abordé ici, merci de compléter l'article en donnant les références utiles à sa vérifiabilité et en les liant à la section « Notes et références ».
David Clayton-Thomas, né David Henry Thomsett le 13 septembre 1941 à Kingston upon Thames, est un musicien, chanteur et auteur-compositeur britannique, mieux connu comme chanteur du groupe américain Blood, Sweat & Tears. Il a été intronisé au Panthéon de la musique canadienne. En 2007, sa composition jazz-rock Spinning Wheel est inscrite au Panthéon des auteurs et compositeurs canadiens. En 2010, Clayton-Thomas reçoit son étoile sur le Walk of Fame Canada.
Clayton-Thomas commence sa carrière musicale au début des années 1960, travaillant dans les clubs de la rue Yonge, à Toronto, où il découvre son amour pour le chant et le blues. Avant de déménager à New York en 1967, il avait dirigé plusieurs groupes locaux : The Shays, puis The Bossmen, l’un des premiers groupes rock influencé par le jazz. Mais le véritable succès ne vint que quelques années plus tard, lorsqu'il rejoignit Blood, Sweat & Tears.
Le premier album de David Clayton-Thomas avec Blood, Sweat & Tears (décembre 1968) — qui est le deuxième album du groupe — s’est vendu à dix millions d’exemplaires dans le monde entier. Le disque est resté au top des charts des albums du Billboard pendant sept semaines et est resté dans les charts pendant 109 semaines. Il a remporté cinq Grammy Awards, dont l'album de l'année et la meilleure performance d'un chanteur. Trois singles, Spinning Wheel, You Made Me Very Happy et And When I Die (sur le Hot 100, ont culminé à la deuxième place et duré 13 semaines), ainsi qu'une reprise de God Bless The Child de Billie Holiday, en font partie.
Avec David Clayton-Thomas en tête du groupe, Blood Sweat & Tears continue avec une série d’albums à succès, dont Blood, Sweat & Tears 3, qui contenait Hi-De-Ho de Gerry Goffin/Carole King, Lucretia MacEvil de Clayton-Thomas, puis Blood, Sweat & Tears 4, qui a donné lieu à deux autres succès pour David, Go Down Gamblin' et Lisa Listen to Me.
En 1972, il sort son premier album solo chez Columbia après BS&T, simplement intitulé David Clayton Thomas. En 1973, son deuxième album solo Tequila Sunrise fut publié par Columbia. En 1974, il publie l'album Harmony Junction sur RCA. En 1975, il retourna à nouveau avec Blood Sweat & Tears pour les albums New City et, en 1976, More Than Ever. En 1977, ils publient Brand New Day sur le label ABC. En 1978, David publia un autre album solo sur ABC, intitulé simplement Clayton. En 1980, BS&T publia un album sur le label MCA, Nuclear Blues, incluant également David. Plus tard dans la décennie, Columbia produisit un nouvel album Live de BS&T, Live And Improvised. En 2004, Clayton-Thomas a quitté New York pour Toronto et a lancé un groupe de 10 musiciens All-Star. Depuis lors, il a tourné et enregistré près d'une douzaine d'albums sous son propre nom.

## Biographie
David est né à Kingston upon Thames, dans le Surrey, en Angleterre. Il était le fils de Fred Thomsett, un soldat canadien décoré de la Seconde Guerre mondiale. Sa mère, Freda May (née Smith), jouait du piano et a rencontré Thomsett lorsqu'elle est venue divertir les troupes dans un hôpital de Londres. Après la guerre, la famille s’installa à Willowdale, en Ontario. Depuis le début, David et son père ont eu une relation difficile. À l'âge de quatorze ans, il avait déjà quitté la maison et dormait dans des voitures garées et des bâtiments abandonnés. Il volait de la nourriture et des vêtements pour survivre. Il a été arrêté à plusieurs reprises pour vagabondage, petits vols et bagarres de rue et a passé son adolescence à faire des va-et-vient dans diverses prisons et centres de correction, y compris la ferme industrielle Burwash (en).
Il a hérité de l'amour pour la musique de sa mère, et quand une vieille guitare est entrée en sa possession, laissée par un détenu sortant, il a commencé à apprendre à en jouer. À sa sortie de prison en 1962, il s’est rendu sur la rue Yonge à Toronto. Le rhythm and blues venant de Detroit et de Chicago était la musique de prédilection du groupe. Le pionnier du rockabilly en Arkansas, Ronnie Hawkins, a reconnu le formidable talent du jeune 'Sonny' Thomas et l’a pris sous son aile. Il n'a pas fallu longtemps pour qu'il se présente devant ses propres groupes. Le premier s'appelait « David Clayton Thomas and The Fabulous Shays ». À ce moment-là, il avait changé de nom de famille pour mettre un peu de distance entre sa nouvelle vie et son adolescence difficile.
En 1964, David Clayton-Thomas & The Shays ont enregistré leur version de Boom Boom de John Lee Hooker, qui a conduit à un engagement à New York à l'émission télévisée Hullabaloo sur NBC-TV à l'invitation de son hôte, Paul Anka. Abandonnant les bars du Strip, David a commencé à se produire dans les cafés de Yorkville Village. Il s'est immergé dans la scène jazz et blues locale dominée par John Lee Hooker, Joe Williams, Sonny Terry et Brownie McGhee, Lenny Breau, Oscar Peterson et Moe Koffman (en). Clayton-Thomas s'est plus fait remarquer avec son groupe suivant, The Bossmen, l'un des premiers groupes rock à inclure des musiciens de jazz. En 1966, il écrit et interprète Brainwashed, une chanson anti-guerre axée sur le R & B, qui devint un succès canadien majeur, culminant au 11e rang du classement national RPM.
Un soir de 1966, après s'être assis avec le chanteur de blues John Lee Hooker à Yorkville, David partit avec lui à New York. Ils ont joué dans un club de Greenwich Village pendant deux semaines. Hooker partit ensuite pour l'Europe et David resta à New York. Il a survécu en jouant dans des « maisons de vannerie », où les artistes/interprètes avaient quelques minutes sur scène puis passaient le panier. La chanteuse folk Judy Collins a entendu David chanter un soir dans un club du centre-ville et en a parlé à son ami, le batteur Bobby Colomby. Son groupe, Blood Sweat & Tears, s'était séparé quatre mois après la sortie de son premier album, The Child Is Father to the Man. Colomby fut impressionné par le talent vocal de David et l'invita à rejoindre le groupe. Ils ont reformé le groupe et ont joué au Café Au Go-Go.
Dans son autobiographie de 1974, Clive: Inside the Record Business, Clive Davis, alors président de Columbia Records, décrivit sa première impression de Clayton-Thomas chantant au Café Au Go-Go : « Il était renversant ... un chanteur puissamment construit qui dégage une énorme confiance terrestre. Il vous sautait dessus avec sa voix. Je suis allé le voir chanter avec un petit groupe de personnes et nous avons été électrisés. Il semblait si sincère, avec maîtrise du lyrique ... une combinaison parfaite de feu et d’émotion à emporter avec l'attrait quelque peu cérébral du groupe. Je savais qu'il serait une figure forte et solide. »
BS&T a continué avec une série d’albums à succès, dont Blood, Sweat & Tears 3, qui comprenait Lucretia MacEvil de Clayton-Thomas, Hi-De-Ho de Carole King et BS&T 4, qui a donné lieu à un autre hit de David Go Down Gamblin. L'album Greatest Hits de Blood Sweat & Tears a vendu, à ce jour, plus de sept millions d'exemplaires dans le monde.
BS&T s'est produit dans les principales scènes du monde entier : le Royal Albert Hall, le Metropolitan Opera House, le Hollywood Bowl, le Madison Square Garden et le Caesar's Palace, ainsi qu'au Newport Jazz Festival et à Woodstock. Ils furent le premier groupe contemporain à franchir le rideau de fer avec la tournée historique en Europe de l'Est parrainée par le Département d'État des États-Unis en mai et juin 1970. Au début, David vivait sur la route, voyageant partout en Europe, en Australie, en Asie, en Amérique du Sud, aux États-Unis et au Canada avec BS&T. Cette vie de tournée constante a commencé à faire des ravages. David a quitté le groupe en 1972, épuisé par la vie sur la route. Au milieu des années 70, les membres fondateurs ont commencé à s'éloigner pour fonder des familles et poursuivre leurs propres ambitions musicales.
Toutefois, il est retourné avec le groupe en 1975 et ils ont publié l'album New City, qui fut suivi par trois autres disques jusqu'en 1980 alors que David a quitté définitivement pour poursuivre sa carrière solo, déjà bien entamée. Ce fut le dernier album pour le groupe qui continue de tourner aujourd'hui en 2020, alors que David Clayton-Thomas lui, a continué de produire des albums solo et des tournées, son dernier disque remonte à 2018, Mobius.

## Discographie

### David Clayton-Thomas & The Shays

#### Albums studio
- 1965 : David Clayton-Thomas And The Shays À Go-Go (Roman Records)
- 1966 : Somethin' Else de The Shays & The Paupers - 4 chansons de The Paupers et 3 de The Shays et 3 de David Clayton-Thomas (Roman)

#### Single
- 1966 : Brain Washed/Barbie-Lee de David Clayton Thomas & The Bossmen. (Roman)

### Blood, Sweat & Tears

#### Albums studio
- 1968 : Blood, Sweat and Tears
- 1970 : Blood, Sweat and Tears 3
- 1971 : BS&T 4
- 1975 : New City
- 1976 : More Than Ever
- 1977 : Brand New Day
- 1980 : Nuclear Blues

#### Albums live
- 1976 : In Concert
- 1991 : Live and Improvised
- 1995 ; Live

#### Bande sonore
- 1970 : The Owl and the Pussycat - Bande sonore du film homonyme de Thomas Z. Shepard.

### Solo

#### Albums studio
- 1966 : Sings Like It Is! (Roman)
- 1969 : David Clayton-Thomas! - (Decca Records)
- 1972 : David Clayton-Thomas - (Repertoire)
- 1972 : Tequila Sunrise - (Columbia)
- 1973 : David Clayton-Thomas (RCA Victor)
- 1973 : Harmony Junction - (RCA)
- 1977 : Clayton - (ABC Music)
- 1998 : Blue Plate Special - (Stony Plain)
- 1999 : Bloodlines - (DCT)
- 2001 : The Christmas Album - (Fontana North / Maplecore)
- 2005 : Aurora - (Justin Time)
- 2007 : The Evergreens - (Fontana North/Maplecore)
- 2009 : Spectrum -
- 2010 : Soul Ballads - (Fuel)
- 2013 : A Blues for the New World - (Antoinette)
- 2015 : Combo - (Audio & Video Labs, Inc.)
- 2016 : Canadiana - (Antoinette / Ils / Universal)
- 2018 : Mobius - (Ils)

#### Album Live
- 2006 : In Concert: A Musical Biography (Justin Time)

#### Collaborations
- 1989 : Spirit Of The Forest (avec David Gilmour, Jon Anderson, Ringo Starr, Joni Mitchell)
- 1993 : People de Man Doki Soulmates (avec Ian Anderson, Al Di Meola, Bill Evans, Jack Bruce, Michael Brecker)